# Eubaphe rhotana
Eubaphe rhotana là một loài bướm đêm trong họ Geometridae.